# Religión en Ruanda
La religión en Ruanda se caracteriza por presentar diferentes tipos de creencias, siendo el cristianismo la religión con el mayor número de seguidores

## Distribución por número de habitantes
El censo nacional más reciente de 2012 indica que: el 43,7 % de la población de Ruanda es católica, el 37,7 % es protestante, el 11,8 % es adventista, el 2,0 % es musulmán (principalmente sunita), el 2,5 % afirma no tener afiliación religiosa y el 0,7 % es testigo de Jehová.
También hay una pequeña población de bahá'ís, así como algunos practicantes de creencias indígenas tradicionales. Ha habido una proliferación de pequeños grupos religiosos cismáticos, generalmente vinculados a cristianos, desde el genocidio de 1994.
Además, hay comunidades pequeñas y secretas de hindúes y budistas, compuestas en su mayoría por adeptos extranjeros, por lo general hombres de negocios de China e India, así como profesores y estudiantes universitarios.